# Lentini
Lentini – miejscowość i gmina we Włoszech, w regionie Sycylia, w prowincji Syrakuzy.
Według danych na rok 2004 gminę zamieszkiwało 23 711 osób, 110,3 os./km².
W miejscowości jest stacja kolejowa Lentini.